# Thorsten Schick
Thorsten Schick (ur. 19 maja 1990 w Grazu) – austriacki piłkarz występujący na pozycji pomocnika. Od 2019 roku jest zawodnikiem Rapidu Wiedeń.

## Kariera klubowa
Schick jest wychowankiem Sturmu Graz. W sezonie 2006/2007 zadebiutował w rezerwach austriackiego klubu występujących w lidze regionalnej. Przez kolejne dwa sezony występował w tej lidze notując łącznie 60 występów w których zdobył 5 bramek. Latem 2009 roku przeniósł się na zasadzie wypożyczenia do grającego w Erste Liga klubu FC Gratkorn. 21 stycznia 2011 został wypożyczony na 1,5 roku do Rheindorf Altach. Klub z Altach występował wówczas również w Erste Liga. W Bundeslidze udało mu się zadebiutować dopiero w sezonie 2012/2013 kiedy został zawodnikiem Admira Wacker Mödling. W sierpniu 2014 roku wrócił do Sturmu Graz i podpisał trzyletnią umowę.
Latem 2016 roku trafił do BSC Young Boys, gdzie związał się umową do końca czerwca 2017 roku. W lutym 2017 roku kontrakt uległ automatycznemu przedłużeniu po tym jak Schick wystąpił w 25. oficjalnych spotkaniach szwajcarskiej drużyny. Latem 2019 roku wrócił do Austrii i został zawodnikiem Rapidu Wiedeń.